# Parmenió
|  | Aquest article tracta sobre el general de Filip II de Macedònia i d'Alexandre el Gran. Vegeu-ne altres significats a «Parmenió (desambiguació)». |

Parmenió (Parmenion, Παρμενίων) (vers 400 aC-330 aC) fill del general Filotes, fou un general macedoni. El seu nom apareix ocasionalment com Parmeni (Parmenius, Parmenios), però és una forma no correcte.
Va servir al rei Filip II de Macedònia i després a Alexandre el Gran, però els seus serveis, que li van donar alta reputació, són desconeguts. No és esmentat fins al 356 aC quan se li va donar el comandament de la guerra contra els il·liris als que va derrotar en una gran batalla. Gaudia de la confiança i amistat de Filip II que deia que entre tots els seus servidors només podia trobar a un autèntic general, Parmenió.
El 346 aC apareix dirigint el setge d'Halos a Tessàlia. Una mica després Filip el va enviar a Atenes, junt amb Antípater i Euríloc, per ratificar el tractat de pau.
El 342 aC Filip era a Tràcia i Parmenió portava les operacions a Eubea on donava suport al partit macedoni a Erètria i després va assetjar i conquerir la ciutat d'Oreos on va matar a Eufreu, cap del partit oposat.
El 336 aC Filip el va enviar a Àsia junt amb el general Àtal, per iniciar la conquesta, aconseguint el suport de les ciutats gregues. Poc temps després fou assassinat Filip i la situació va canviar: Àtal era enemic d'Alexandre i Parmenió li estava a favor. Alexandre va enviar a Àsia a Hecateu, i Parmenió li va donar suport per assassinar Àtal. Després va fer algunes operacions militars a la Troade (335 aC) i va retornar a Europa el 334 aC on va participar amb Alexandre a les deliberacions en les que es va planificar la conquesta d'Àsia.
Una vegada iniciada la conquesta de l'Imperi Persa, Parmenió va fer diversos serveis importants i la seva reputació militar donava pesa als seus consells. En general era cautelós, i una vegada va donar un consell a Alexandre dien "Si jo fos tu, no faria això...." i Alexandre li va respondre: "Si jo fos Parmenió tampoc ho faria...". El va seguir fins i tot quan no estava d'acord amb les decisions del rei. Va dirigir la infanteria però sempre supeditat al rei. A les tres grans batalles del Grànic, Issos i Arbela, el rei va dirigir l'ala dreta de l'exèrcit i Parmenió l'esquerra. Quan Alexandre va dividir les seves forces, el comandament de la part a la que no era el rei, fou donat a Parmenió. Després d'Issos va ser encarregat d'agafar els tresors de Darios III de Pèrsia dipositats a Damasc i els ambaixadors grecs, dels que va retenir a l'atenenc Ifícrates el Jove; quan Alexandre va avançar cap a Pàrtia i Hircània, va deixar a Parmenió a Mèdia com a sàtrapa amb un fort exèrcit, amb l'encàrrec de portar els tresors reials a la ciutadella d'Ecbàtana, per quedar sota custòdia d'Harpal, per després reunir-se amb Alexandre i l'exèrcit principal a Hircània.
A final de l'any 330 aC Parmenió encara era a Mèdia quan a la Drangiana el rei Alexandre va descobrir un complot en el que fou implicat el general Filotes, fill de Parmenió; sota tortura Filotes va admetre algunes converses amb el seu pare poc lleials pel rei. Segurament Alexandre no va creure en la culpa de Parmenió, però una vegada executat el fill, la sentència contra el pare es va dictar a l'assemblea de les tropes macedònies. Polídames fou enviat a la Mèdia amb ordes pels seus oficials més propers d'executar Parmenió. Aquest va morir a mans de Cleandre de Bizanci abans d'arribar a saber la sort del seu fill. Tenia llavors 70 anys.
Tenia tres fills: Hèctor, que es va ofegar accidentalment al Nil (331 aC), Nicànor, mort de malaltia quan marxava cap a Hircània amb el rei; i Filotes, executat poc abans que el seu pare. Va tenir també dues filles, una que es va casar amb el general Àtal, i una que es va casar amb l'oficial macedoni Cenos.